# Partyraiser
DJ Partyraiser (echte naam: Wesley van Swol) is een Nederlandse dj, die vooral hardcore, terrorcore en darkcore draait.
Partyraiser begon zijn carrière in 1993. In 1995 draaide hij op het eerste hardcorefeest en in 1996 won hij zijn eerste mixcompetitie. Hij organiseerde de feesten One Man//Half Machine Project (2006) en One Man//Half Machine Project 2 (2007), beide in de Borchland Hallen in Amsterdam. Ook verzorgde hij in 2007 een feest in Ahoy Rotterdam.
Partyraiser draait sindsdien op verschillende feesten en festivals. Zoals defqon.1, dominator, bkjn en decibel.
Ook maakt hij muziek onder het pseudoniem scarphase samen met f.noize.